# Annopol
Annopol è un comune urbano-rurale polacco del distretto di Kraśnik, nel voivodato di Lublino.
Ricopre una superficie di 151,07 km² e nel 2004 contava 9 425 abitanti.